# Landsverk L-80
Ландсверк Л-80 (швед. Landsverk L-80) — шведский опытный лёгкий колёсно-гусеничный танк. Спроектирован и построен компанией «Ландсверк» (швед. «Landsverk») в 1933 году. Базовой моделью послужил танк предыдущей модели Ландсверк Л-30. Построен один экземпляр.